# Fiesta de Nuestra Señora de Belén de Popayán
La Fiesta Patronal de Nuestra Señora de Belén, también conocida como Festividad Anual de la Virgen de Belén, es una celebración de carácter devocional y cultural que toma lugar en la capital del departamento del Cauca en Colombia y en torno a la conmemoración del quien es considerada como la santa patrona de una de las iglesias más conocidas de la ciudad, Nuestra Señora de Belén.
La misma es considerada como el segundo evento religioso más antiguo de la ciudad blanca, solo por detrás de la Semana Santa (que cuenta con más de 468 años), además de ser uno de los acontecimientos más importantes de Popayán, llegando a reunir a cientos de personas de toda la región que demuestran su fervor a María, congregándose alrededor del Centro Histórico de Popayán.

## Historia

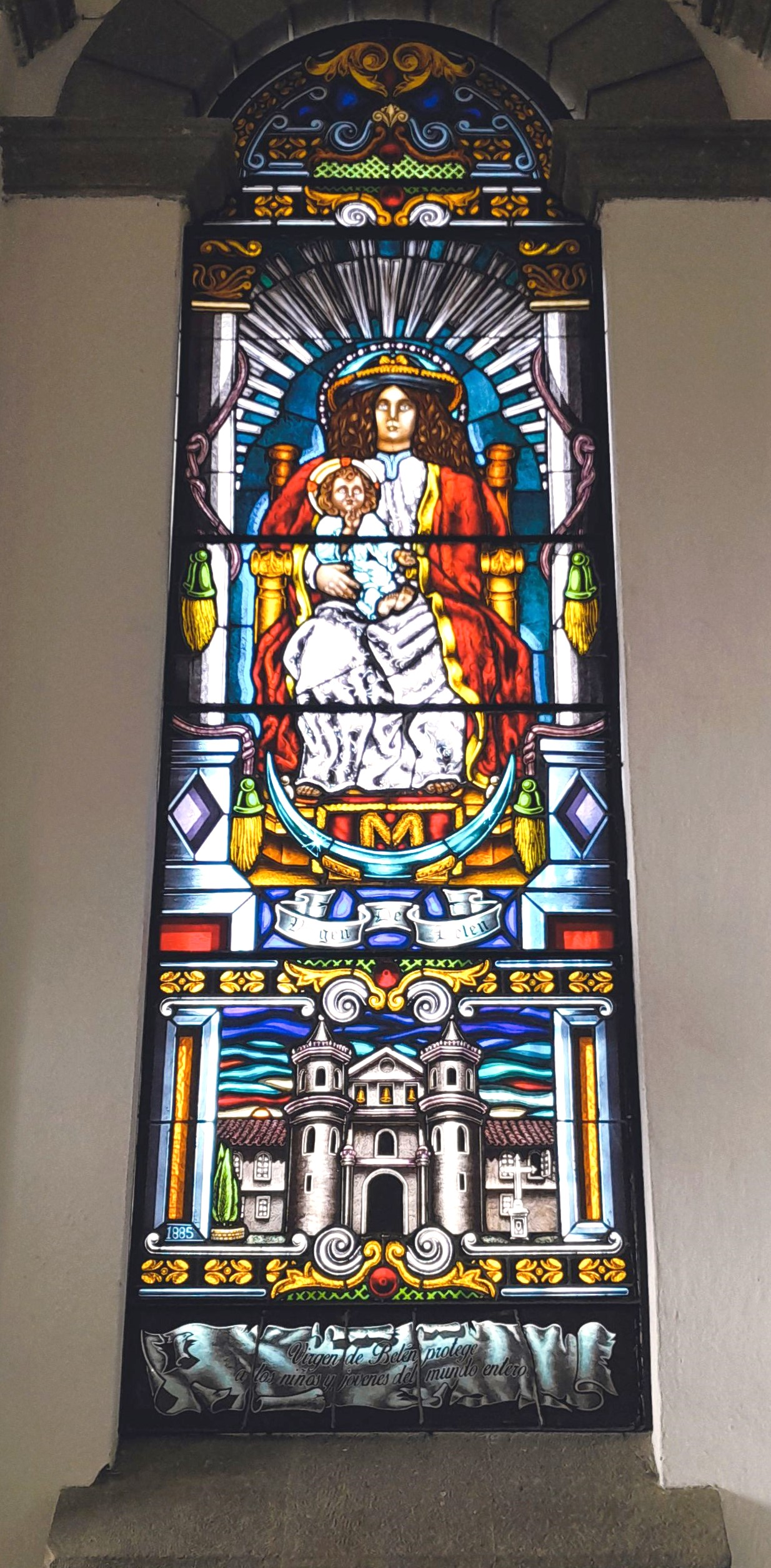
Vitral de Nuestra Señora de Belén, patrona del santuario

La colina de Belén hasta antes del siglo XVII, era conocida por los pobladores del sector aledaño del Altozano como un sitio donde se acudía durante las fiestas navideñas, ya que en su cima se erigía una pequeña choza pajiza donde los devotos ascendían por medio de un sinuoso camino conocido como los Quingos y armaban un rústico pesebre, realizando actos culturales en torno al nacimiento de Cristo.
Fue a fines de la mitad del siglo XVII, cuando don Juan Antonio de Velasco junto con su esposa Gerónima de Velasco y Noguera viendo la gran devoción que suscitaba estos actos de piedad en la colina de Belén, decidieron financiar la construcción de un recinto más digno para la veneración popular.
Por lo que en 1679 se compraron los terrenos de la colina en torno a la choza pajiza y se pidió el permiso episcopal al obispo de Popayán don Cristóbal Bernaldo de Quirós quien otorgó las licencias necesarias para la edificación, cuyas obras iniciaron en 1681 y la primera piedra fue puesta el 1 de septiembre de ese año. Culminándose la capilla hacia 1689.
Para el patronazgo del nuevo templo se decidió consagrarlo a la protección de la Virgen María, por lo que se encargó a la Escuela Quiteña una hermosa imagen de la Virgen María que arribó a la ciudad al poco tiempo. Siendo dedicada la capilla de la colina al amparo de la advocación de Nuestra Señora de Belén, fundándose en 1687 una cofradía denominada como de Jesús María y José dedicada a su cuidado y a la propagación de su devoción. De aquella disuelta organización colonial se refundó en tiempos contemporáneos la Junta de Nuestra Señora de Belén como entidad sucesora para la continuación de sus fiestas patronales.

## Programación

### Presentación de María en el Templo
Las actividades inician formalmente con la conmemoración de la fiesta de la Presentación de María en el Templo de Jerusalén, que toma lugar entre los días 21 a 24 de noviembre (dependiendo del año), la celebración eucarística se realiza a la 11:30 am en el Santuario de Belén, donde se venera una imagen de La Niña María, la cual es una talla quiteña del siglo XVIII

### Desposorios de María y José
Posteriormente, cerca al día 26 de noviembre se celebra a las 4:00 pm la denominada Misa de Desposorios, en la cual se realiza una representación del Matrimonio o Desposorios de María y José en el Santuario de Belén, por medio de un grupo escultórico quiteño del siglo XVII compuesto por San Zacarias, quien oficia y está ataviado como sacerdote judío (Cohen) y se ubica entre los prometidos, San José con su azucena florecida hecha en plata y la Virgen María, vestida de novia en blanco con un ramo de flores.
Una vez finalizada la eucaristía, en la aledaña Casa de Jacob, se realiza un evento conocido como la Copa de Vino a las 6:00pm, en la que se reúne la comunidad de la parroquia y vecinos a celebrar de forma simbólica el reciente matrimonio de María y José, siendo designados previamente unos padrinos para los novios y se comparte entre los asistentes vino y comida.

### Procesión de Bajada
Ya entrado en el mes de diciembre, se inicia como tal la festividad anual en honor a Nuestra Señora de Belén, la cual desde el viene realizando desde el siglo XVII hasta el día de hoy, su procesión de bajada, la cual inicia en el Santuario de Belén y termina en la Iglesia de San Francisco. Se realiza usualmente la primera el 2° domingo del mes de diciembre.
Orden del desfile (A fecha del 15/12/2024):
- Cruz procesional
- Cura rector del Santuario de Belén.
- Bastón de cintas portado por niños vestidos de ángeles
- Chirimía Juvenil de Popayán
- Ángel de Nazareth con la Estrella de David. (Imagen payanesa esculpida por el español José Lamiel. Siglo XX. Perteneció originalmente al paso de la oración del miércoles Santo.)[7]
- Arcángel San Uriel.
- Bastón de cintas portado por niñas vestidas de sahumadoras
- San Joaquín..
- Chirimía Tradicional de Popayán
- Bastón de cintas portado por niñas vestidas de Bambuco Caucano
- Santa Ana y la Niña María. (Imágenes quiteñas. Siglo XVIII)
- Arcángel San Gabriel.
- Bastón de cintas portado por niños representando un pesebre
- San Zacarias.
- Chirimía Grupo Folklórico ''Los Carmelos''
- San José. (imagen quiteña. Siglo XVII)
- Nuestra Señora de Belén. (imagen quiteña. Siglo XVII)
- Chirimía Antología Payanesa

#### Galería de la Procesión

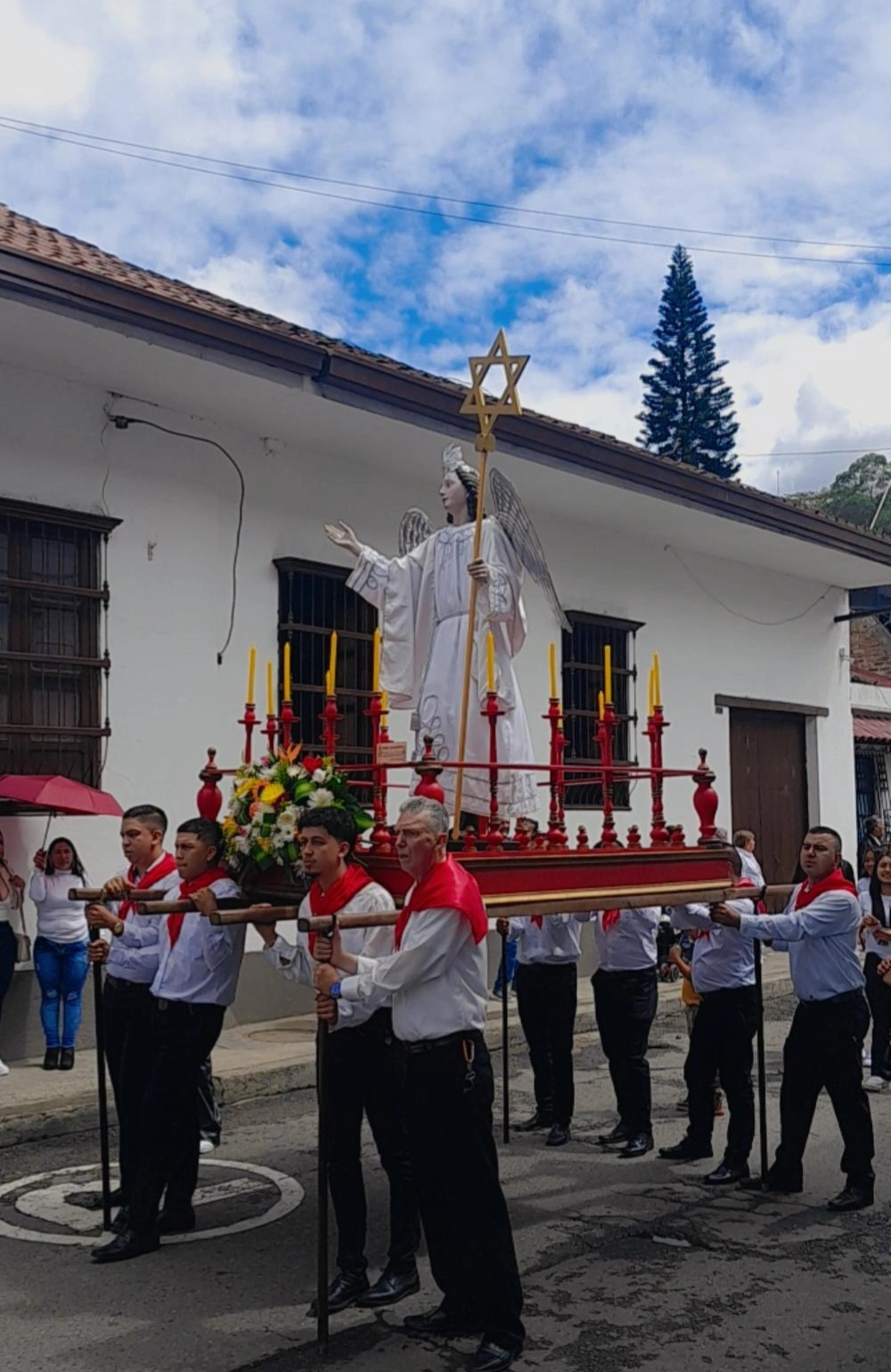
Ángel de Nazaret:  Imagen de Alcides Montesdeoca. Siglo XX
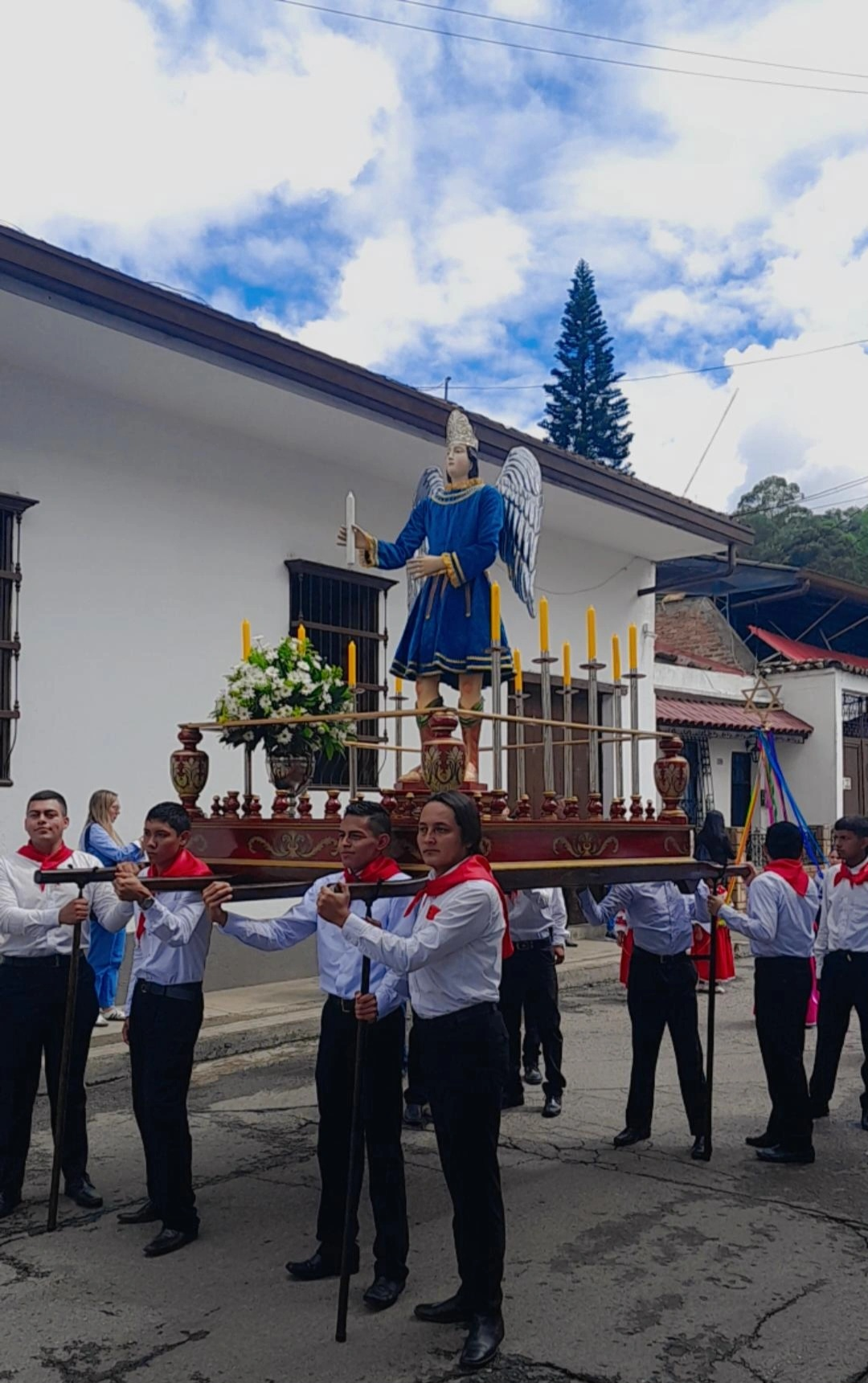
Arcángel San Uriel
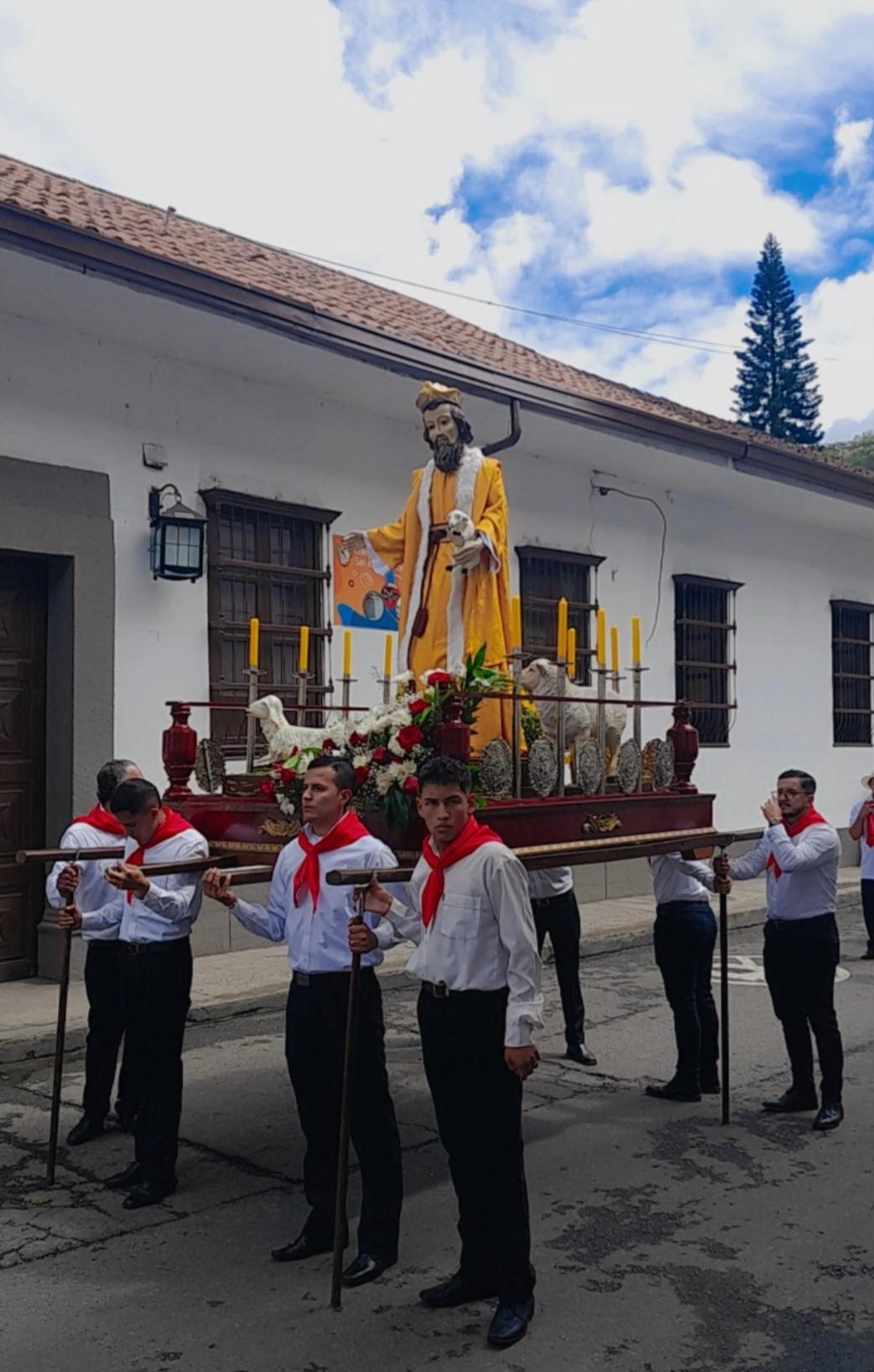
San Joaquín, padre de María
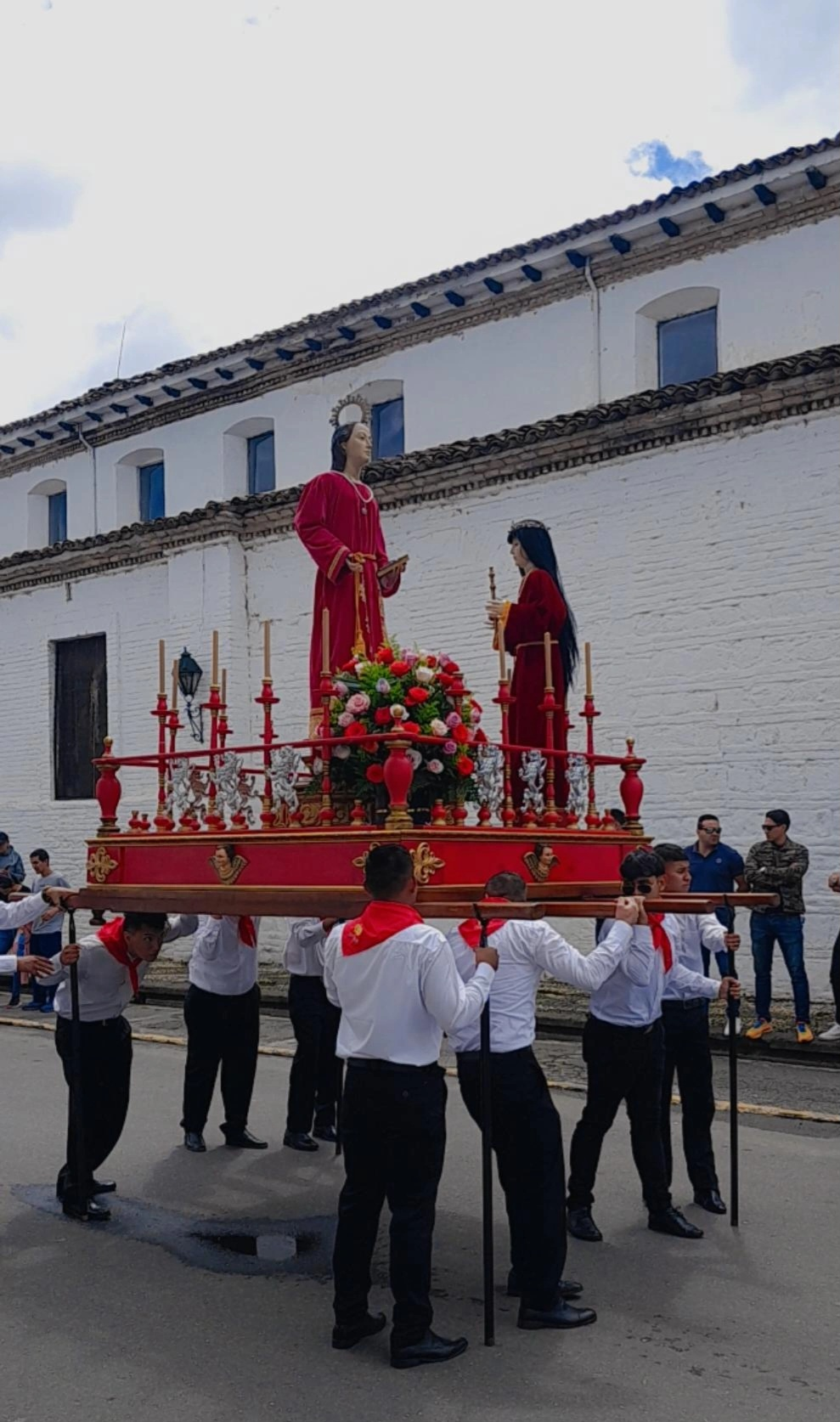
Santa Ana y La Niña María: Imágenes quiteñas. Siglo XVIII
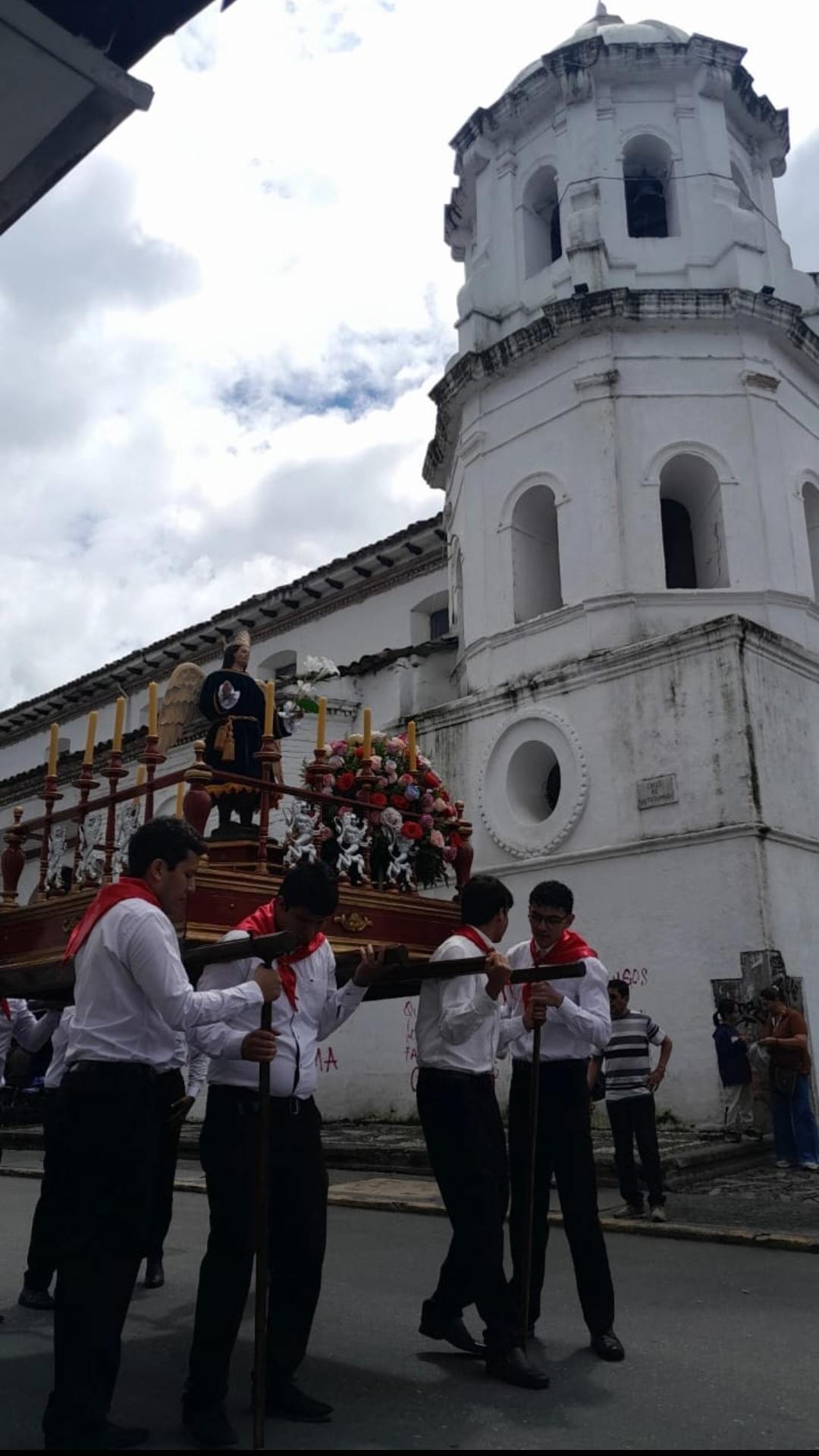
Arcángel San Gabriel
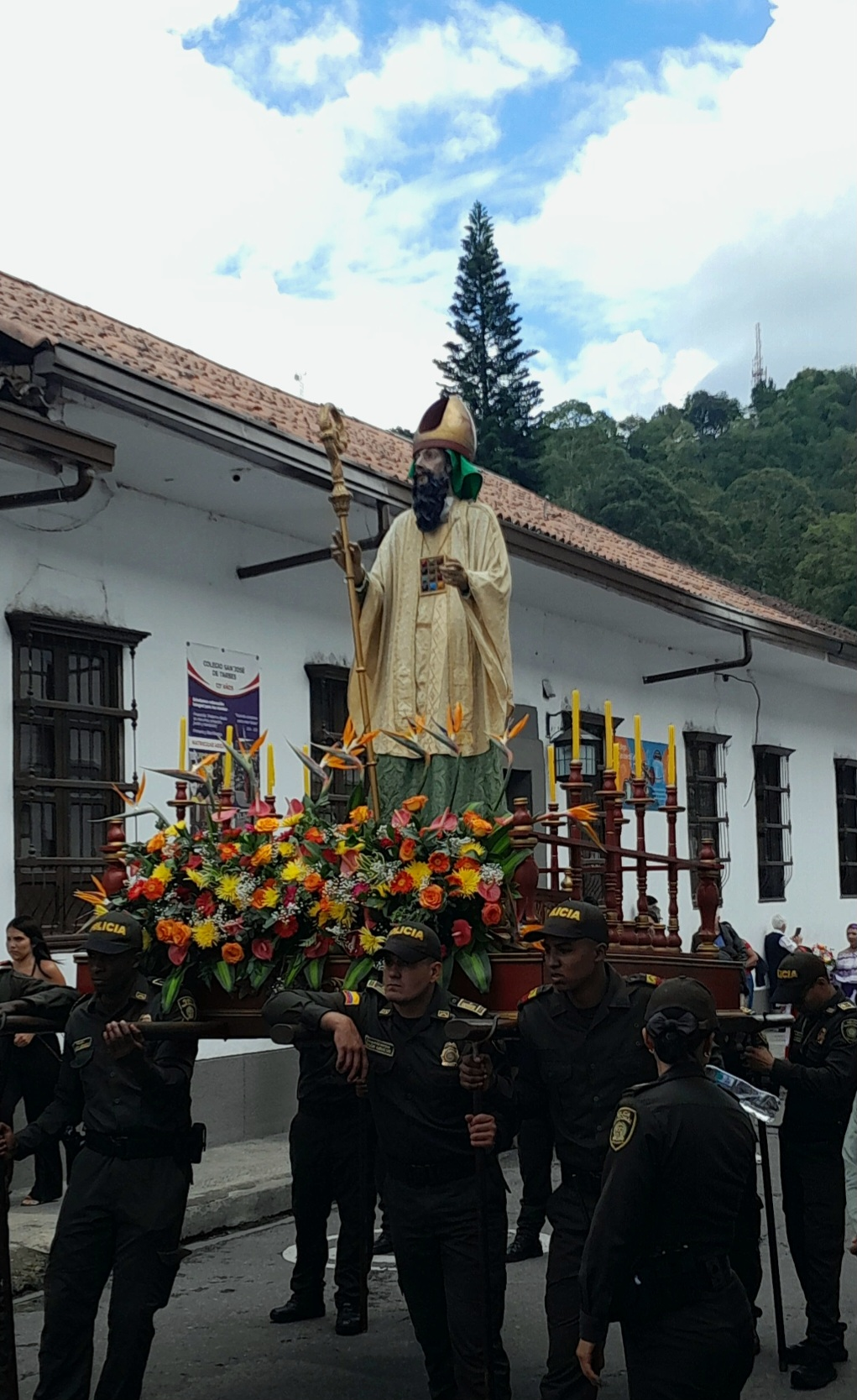
San Zacarias, Padre de Juan el Bautista
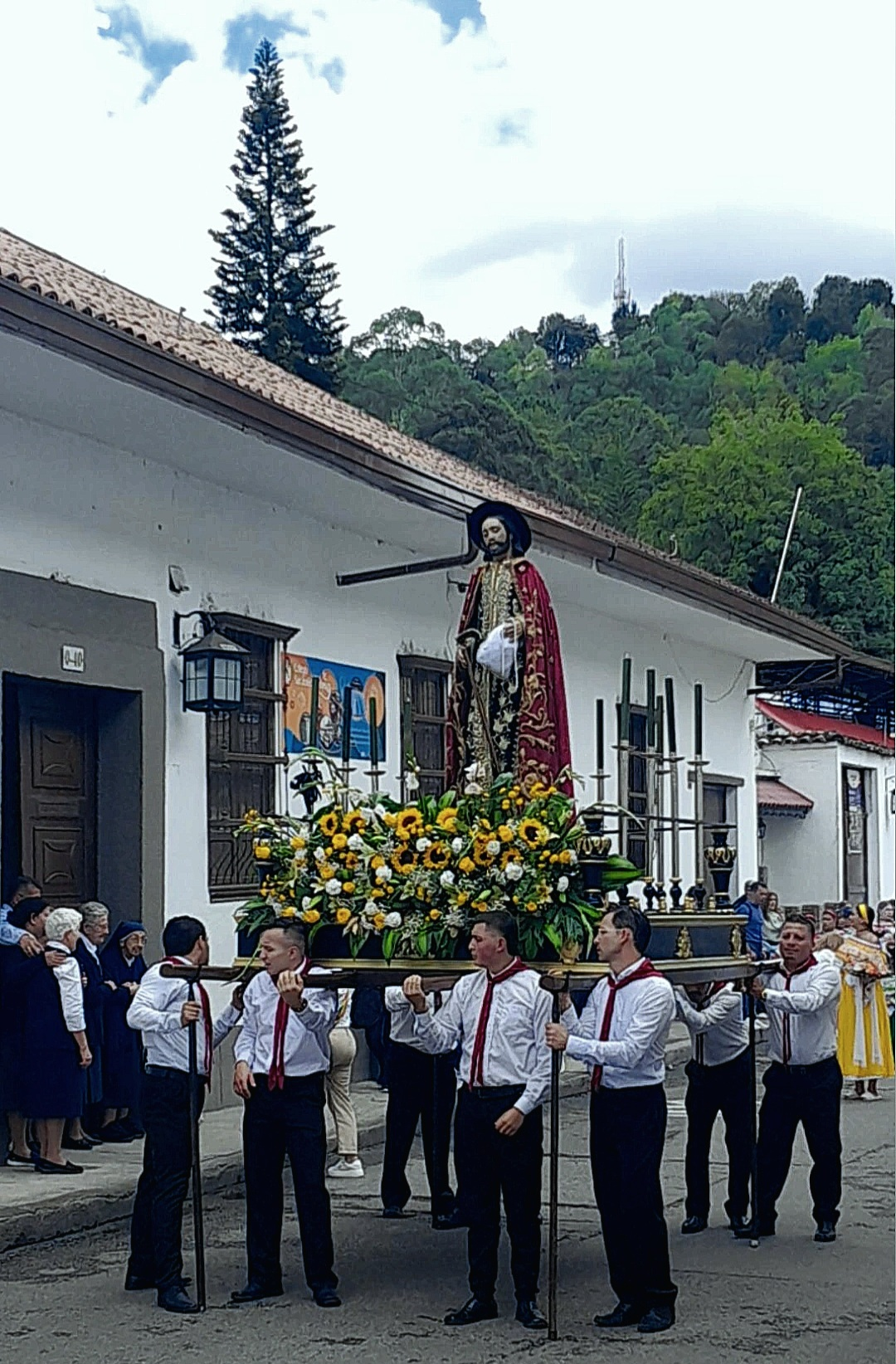
San José:  Imagen quiteña. Siglo XVII
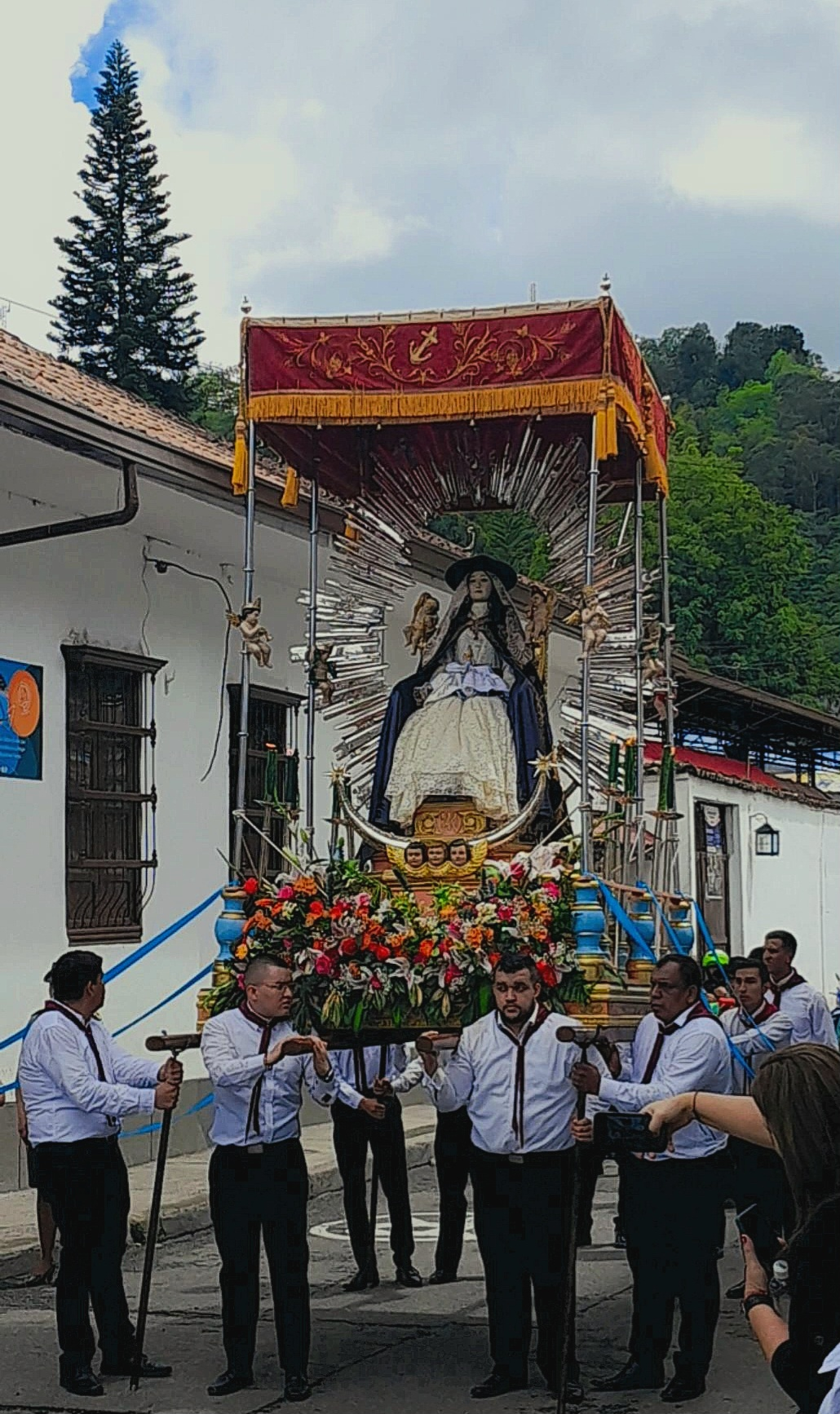
Nuestra Señora de Belén: Imagen quiteña. Siglo XVII

### Procesión de Subida
Iniciando en la Iglesia de San Francisco. y terminando en el Santuario de Belén. Se realiza usualmente el último domingo del mes de diciembre antes de navidad, que es la Fiesta Patronal de la Virgen
Orden del desfile:
- Cruz procesional

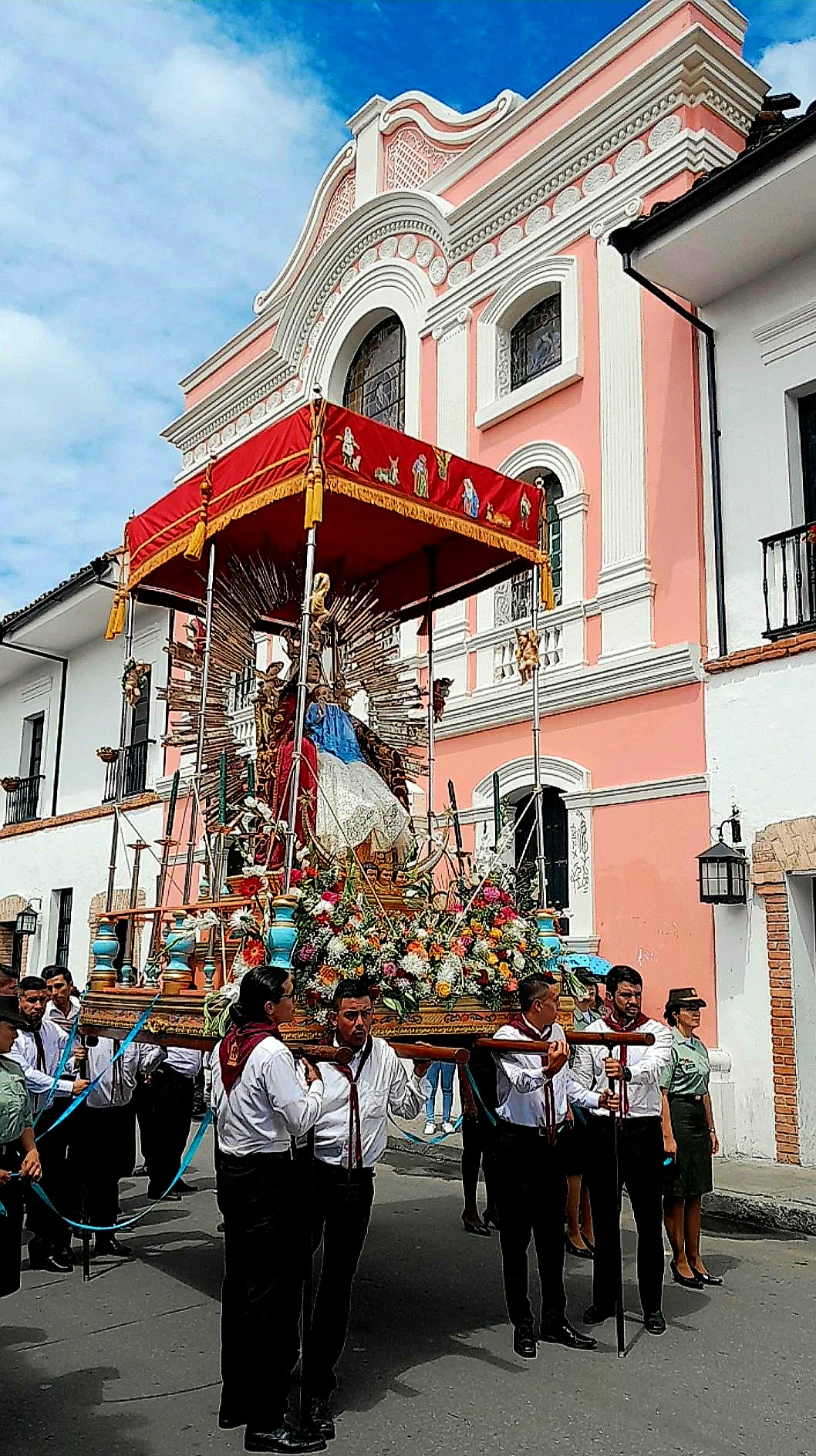
Procesión de subida de Nuestra Señora de Belén por la Calle 5 (Calle Real de las Catedrales)

- Ángel de Nazareth con la Estrella de David. (Imagen payanesa esculpida por el español José Lamiel. Siglo XX. Perteneció originalmente al paso de la oración del miércoles Santo.)[7]
- Arcángel San Gabriel.
- Arcángel San Rafael.
- Arcángel San Miguel.
- San Zacarias.
- San Joaquín.
- Chirimía junto a bailes típicos del Cauca como el Bambuco.
- Santa Ana y la Niña María.
- Ángel de la Paz.
- San José. (imagen quiteña. Siglo XVII)
- Representación del pesebre por niños.
- Chirimía Antología Payanesa
- Nuestra Señora de Belén. (imagen quiteña. Siglo XVII. Corona Imperial fabricada por Rafael Paz)[9]

### La Navidad
El evento cumbre que marca el fin de las festividades, es la conmemoración de la Navidad, por medio de una celebración eucarística presidida ya sea por el Arzobispo de Popayán o por el capellán rector del santuario a las 11:30 am en el Santuario de Belén, donde asiste toda la Junta Permanente de Nuestra Señora de Belén, la comunidad parroquial y demás files, donde se celebra solemnemente el nacimiento de Jesús se le asigna una madrina al Niño Dios. 